# І все-таки до тебе думка лине...
«І все-таки до тебе думка лине…» — вірш Лесі Українки, написаний 1895 р. Належить до циклу «Невільничі пісні». Вперше виданий у 1895 році у збірці «Думи і мрії».
Вірш має три строфи, написаний п'ятистопним ямбом (окрім третього рядка кожної строфи, де ритм ламається, і стає трьохстопним) і має суміжне римування.
Вірш написаний під час перебування Лесі Українки у Софії (Болгарія), тому має ностальгічні мотиви, проте без романтичного забарвлення — остання строфа надає йому яскравого революційного характеру. Журнал «Народ», у якому було надруковано цей, і ще 6 віршів з циклу «Невільничі пісні», був одним із друкованих видань Галицької радикальної партії. Після цього випуску журнал припинив своє існування.
Микола Зеров високо оцінював цикл «Невільничі пісні», і казав, що у них Леся Українка демонструє «твердий і мужній тон», що контрастував з сентиментальним настроєм її більш ранньої лірики. «І все таки до тебе думка лине» на його погляд — найкращий вірш циклу.